# Temporada 1994-95 de los Cleveland Cavaliers
La temporada 1994-95 fue la vigesimoquinta de los Cleveland Cavaliers en la NBA. La temporada regular acabó con 43 victorias y 39 derrotas, ocupando el sexto puesto de la conferencia Este, clasificándose para los playoffs, en los que cayó en primera ronda ante New York Knicks.
Tras 20 temporadas disputando sus partidos copmo local en el Coliseum at Richfield, se mudaron al Gund Arena, donde siguen jugando en la actualidad.

## Elecciones en elDraft
| Ronda | Puesto | Jugador      | Posición | Nacionalidad   | Universidad/Club |
| ----- | ------ | ------------ | -------- | -------------- | ---------------- |
| 2     | 42     | Gary Collier | Alero    | Estados Unidos | Tulsa            |

## Temporada regular
| División Central      | División Central | División Central | División Central | División Central | División Central | División Central | División Central | División Central |
| Equipo                | G                | P                | %                | PD               | Casa             | Fuera            | Div              |                  |
| --------------------- | ---------------- | ---------------- | ---------------- | ---------------- | ---------------- | ---------------- | ---------------- | ---------------- |
| y-Indiana Pacers      | 52               | 30               | .634             | –                | 33–8             | 19–22            | 18–10            |                  |
| x-Charlotte Hornets   | 50               | 32               | .610             | 2                | 29–12            | 21–20            | 17–11            |                  |
| x-Chicago Bulls       | 47               | 35               | .573             | 5                | 28–13            | 19–22            | 16–12            |                  |
| x-Cleveland Cavaliers | 43               | 39               | .524             | 9                | 26–15            | 17–24            | 17–11            |                  |
| x-Atlanta Hawks       | 42               | 40               | .512             | 10               | 24–17            | 18–23            | 9–19             |                  |
| Milwaukee Bucks       | 34               | 48               | .415             | 18               | 22–19            | 12–29            | 13–15            |                  |
| Detroit Pistons       | 28               | 54               | .341             | 24               | 22–19            | 6–35             | 8–20             |                  |

## Playoffs

### Primera ronda
New York Knicks  vs. Cleveland Cavaliers
| Fecha       | Partido                                     | Ciudad     |
| ----------- | ------------------------------------------- | ---------- |
| 27 de abril | New York Knicks 103, Cleveland Cavaliers 79 | Nueva York |
| 29 de abril | New York Knicks 84, Cleveland Cavaliers 90  | Nueva York |
| 1 de mayo   | Cleveland Cavaliers 81, New York Knicks 83  | Cleveland  |
| 4 de mayo   | Cleveland Cavaliers 80, New York Knicks 93  | Cleveland  |
|             | New York Knicks gana las series 3-1         |            |

## Estadísticas

### Temporada regular
| Rk | Jugador          | Edad | P  | PT | MP   | TC  | TCI  | %TC  | T3  | T3I | %T3  | TL  | TLI | %TL  | RO  | RD  | RT   | AS  | RB  | TAP | BP  | FP  | PTS  |
| -- | ---------------- | ---- | -- | -- | ---- | --- | ---- | ---- | --- | --- | ---- | --- | --- | ---- | --- | --- | ---- | --- | --- | --- | --- | --- | ---- |
| 1  | Hot Rod Williams | 32   | 74 | 73 | 35.7 | 4.9 | 10.9 | .452 | 0.0 | 0.1 | .200 | 2.6 | 3.9 | .685 | 2.3 | 4.5 | 6.9  | 2.6 | 1.1 | 1.4 | 2.0 | 2.9 | 12.6 |
| 2  | Chris Mills      | 25   | 80 | 79 | 35.2 | 4.5 | 10.7 | .420 | 1.2 | 3.0 | .392 | 2.2 | 2.7 | .817 | 1.2 | 3.3 | 4.6  | 1.9 | 0.7 | 0.4 | 1.5 | 3.0 | 12.3 |
| 3  | Tyrone Hill      | 26   | 70 | 67 | 34.2 | 5.0 | 9.9  | .504 | 0.0 | 0.0 | .000 | 3.8 | 5.7 | .662 | 3.8 | 7.1 | 10.9 | 0.8 | 0.8 | 0.6 | 2.2 | 3.5 | 13.8 |
| 4  | Bobby Phills     | 25   | 80 | 79 | 31.3 | 4.2 | 10.2 | .414 | 0.2 | 0.7 | .345 | 2.3 | 2.9 | .779 | 1.1 | 2.2 | 3.3  | 2.3 | 1.4 | 0.3 | 1.4 | 2.6 | 11.0 |
| 5  | Terrell Brandon  | 24   | 67 | 41 | 29.3 | 5.1 | 11.4 | .448 | 0.7 | 1.8 | .397 | 2.4 | 2.8 | .855 | 0.5 | 2.3 | 2.8  | 5.4 | 1.6 | 0.2 | 2.1 | 1.8 | 13.3 |
| 6  | Mark Price       | 30   | 48 | 34 | 28.6 | 5.3 | 12.8 | .413 | 2.1 | 5.3 | .407 | 3.1 | 3.4 | .914 | 0.5 | 1.8 | 2.3  | 7.0 | 0.7 | 0.1 | 3.0 | 1.0 | 15.8 |
| 7  | Michael Cage     | 33   | 82 | 21 | 24.9 | 2.2 | 4.1  | .521 | 0.0 | 0.0 | .000 | 0.6 | 1.1 | .602 | 2.5 | 4.4 | 6.9  | 0.7 | 0.7 | 0.8 | 0.7 | 1.8 | 5.0  |
| 8  | Danny Ferry      | 28   | 82 | 6  | 15.7 | 2.7 | 6.1  | .446 | 1.1 | 2.8 | .403 | 0.9 | 1.0 | .881 | 0.4 | 1.4 | 1.7  | 1.2 | 0.3 | 0.3 | 0.7 | 1.6 | 7.5  |
| 9  | Tony Campbell    | 32   | 78 | 0  | 14.5 | 2.1 | 5.0  | .411 | 0.2 | 0.5 | .357 | 1.7 | 2.0 | .830 | 0.8 | 1.2 | 2.0  | 0.9 | 0.4 | 0.1 | 0.8 | 1.6 | 6.0  |
| 10 | Steve Colter     | 32   | 57 | 7  | 13.2 | 1.2 | 3.0  | .396 | 0.1 | 0.6 | .229 | 0.9 | 1.2 | .761 | 0.2 | 0.8 | 1.0  | 1.8 | 0.5 | 0.1 | 0.6 | 0.9 | 3.4  |
| 11 | Fred Roberts     | 34   | 21 | 0  | 10.6 | 1.3 | 3.4  | .389 | 0.2 | 0.5 | .364 | 1.0 | 1.2 | .769 | 0.6 | 1.0 | 1.6  | 0.4 | 0.3 | 0.1 | 0.3 | 1.2 | 3.8  |
| 12 | John Battle      | 32   | 28 | 0  | 10.0 | 1.5 | 4.1  | .377 | 0.4 | 1.1 | .355 | 0.7 | 0.9 | .731 | 0.1 | 0.3 | 0.4  | 1.3 | 0.3 | 0.0 | 0.6 | 1.0 | 4.1  |
| 13 | Greg Dreiling    | 32   | 58 | 3  | 8.3  | 0.7 | 1.8  | .412 | 0.0 | 0.0 |      | 0.4 | 0.7 | .634 | 0.6 | 1.4 | 2.0  | 0.4 | 0.1 | 0.4 | 0.4 | 1.9 | 1.9  |
| 14 | Elmer Bennett    | 24   | 4  | 0  | 4.5  | 1.5 | 2.8  | .545 | 0.0 | 0.5 | .000 | 0.8 | 1.0 | .750 | 0.0 | 0.3 | 0.3  | 0.8 | 1.0 | 0.0 | 0.8 | 0.8 | 3.8  |
| 15 | Gerald Madkins   | 25   | 7  | 0  | 4.0  | 0.3 | 0.9  | .333 | 0.1 | 0.3 | .500 | 0.4 | 0.6 | .750 | 0.0 | 0.0 | 0.0  | 0.1 | 0.3 | 0.0 | 0.4 | 0.3 | 1.1  |

### Playoffs
| Rk | Jugador          | Edad | P | PT | MP   | TC  | TCI  | %TC  | T3  | T3I | %T3  | TL  | TLI | %TL   | RO  | RD  | RT  | AS  | RB  | TAP | BP  | FP  | PTS  |
| -- | ---------------- | ---- | - | -- | ---- | --- | ---- | ---- | --- | --- | ---- | --- | --- | ----- | --- | --- | --- | --- | --- | --- | --- | --- | ---- |
| 1  | Bobby Phills     | 25   | 4 | 4  | 36.5 | 4.8 | 10.8 | .442 | 1.0 | 1.8 | .571 | 3.8 | 5.0 | .750  | 0.8 | 2.3 | 3.0 | 1.5 | 2.3 | 0.0 | 2.3 | 2.0 | 14.3 |
| 2  | Hot Rod Williams | 32   | 4 | 4  | 36.0 | 3.0 | 10.5 | .286 | 0.0 | 0.3 | .000 | 0.8 | 2.0 | .375  | 0.8 | 5.5 | 6.3 | 2.8 | 2.3 | 0.8 | 2.5 | 2.8 | 6.8  |
| 3  | Mark Price       | 30   | 4 | 4  | 35.8 | 3.0 | 10.0 | .300 | 1.0 | 4.3 | .235 | 8.0 | 8.3 | .970  | 0.5 | 2.5 | 3.0 | 6.5 | 1.5 | 0.0 | 4.5 | 1.3 | 15.0 |
| 4  | Tyrone Hill      | 26   | 4 | 4  | 34.8 | 2.3 | 7.3  | .310 | 0.0 | 0.3 | .000 | 4.0 | 6.3 | .640  | 2.0 | 3.8 | 5.8 | 0.8 | 1.8 | 0.3 | 2.5 | 4.5 | 8.5  |
| 5  | Chris Mills      | 25   | 4 | 4  | 34.8 | 5.0 | 9.3  | .541 | 2.0 | 3.5 | .571 | 1.3 | 1.3 | 1.000 | 0.5 | 3.5 | 4.0 | 2.8 | 0.8 | 0.5 | 1.5 | 4.5 | 13.3 |
| 6  | Michael Cage     | 33   | 4 | 0  | 20.3 | 2.0 | 4.5  | .444 | 0.0 | 0.3 | .000 | 0.0 | 0.5 | .000  | 2.0 | 2.5 | 4.5 | 0.8 | 0.5 | 1.0 | 0.3 | 2.3 | 4.0  |
| 7  | Danny Ferry      | 28   | 4 | 0  | 16.8 | 3.3 | 6.3  | .520 | 2.0 | 3.8 | .533 | 1.0 | 1.5 | .667  | 0.0 | 0.8 | 0.8 | 1.5 | 0.5 | 0.0 | 0.0 | 2.3 | 9.5  |
| 8  | Steve Colter     | 32   | 4 | 0  | 10.8 | 1.3 | 2.5  | .500 | 0.0 | 0.3 | .000 | 0.5 | 1.0 | .500  | 0.3 | 0.0 | 0.3 | 0.5 | 0.3 | 0.0 | 0.0 | 0.5 | 3.0  |
| 9  | Tony Campbell    | 32   | 4 | 0  | 9.3  | 1.5 | 3.5  | .429 | 0.3 | 0.5 | .500 | 2.5 | 3.0 | .833  | 0.3 | 0.3 | 0.5 | 0.3 | 0.3 | 0.3 | 0.8 | 0.8 | 5.8  |
| 10 | Greg Dreiling    | 32   | 1 | 0  | 7.0  | 0.0 | 2.0  | .000 | 0.0 | 0.0 |      | 0.0 | 0.0 |       | 0.0 | 1.0 | 1.0 | 0.0 | 0.0 | 0.0 | 0.0 | 2.0 | 0.0  |
| 11 | Fred Roberts     | 34   | 1 | 0  | 7.0  | 3.0 | 4.0  | .750 | 0.0 | 0.0 |      | 0.0 | 2.0 | .000  | 1.0 | 1.0 | 2.0 | 0.0 | 0.0 | 0.0 | 1.0 | 0.0 | 6.0  |
| 12 | John Battle      | 32   | 2 | 0  | 3.5  | 1.0 | 1.5  | .667 | 0.0 | 0.5 | .000 | 0.0 | 0.0 |       | 0.0 | 0.0 | 0.0 | 0.5 | 0.0 | 0.0 | 0.0 | 0.5 | 2.0  |

## Galardones y récords
| Jugador     | Galardón |
| Tyrone Hill | All-Star |